# Asociación Transatlántica para el Comercio y la Inversión
La Asociación Transatlántica para el Comercio y la Inversión (ATCI), conocido en lengua inglesa como Transatlantic Trade and Investment Partnership (TTIP) o Transatlantic Free Trade Area (TAFTA) o Área de Libre Comercio Trasatlántico, fue una propuesta de acuerdo comercial entre la Unión Europea (UE) y los Estados Unidos, con el objetivo de promover el comercio y el crecimiento económico multilateral. Las negociaciones fueron detenidas por el presidente de los Estados Unidos, Donald Trump, quien luego inició un conflicto comercial con la UE. Trump y la UE declararon una especie de tregua en julio de 2018, reanudando las conversaciones que parecían similares al TTIP. El 15 de abril de 2019, la Comisión Europea declaró las negociaciones «obsoletas y ya no relevantes».
Sus defensores argumentaban que el acuerdo sería beneficioso para el crecimiento económico de las naciones que lo integrarían, aumentaría sobremanera la libertad económica y fomentaría la creación de empleo. Sin embargo, sus críticos argumentan que éstas se producirían a costa del aumento del poder de las grandes empresas y desregularizaría los mercados, rebajando los niveles de protección social y medioambiental de forma drástica. Así, se limitaría la capacidad de los gobiernos para legislar en beneficio de los ciudadanos así como el poder de los trabajadores en favor del de los empresarios. Sus mayores críticos también lo califican de una pesadilla para la democracia. El gobierno de Estados Unidos considera la asociación como un complemento a su Acuerdo Estratégico Trans-Pacífico de Asociación Económica. En cambio la Comisión Europea es duramente criticada por el secretismo con el que está llevando las negociaciones, de espaldas a la opinión pública.
Después de que un primer borrador del proyecto se filtrara en marzo de 2014, la Comisión Europea lanzó un programa para consultar a los ciudadanos interesados, aunque solo sobre un número limitado de cláusulas.
El anteproyecto filtrado reveló que el tratado no permitiría a los gobiernos aprobar leyes para la regulación de sectores económicos estratégicos como la banca, los seguros, servicios postales o telecomunicaciones. Ante cualquier expropiación, sentencia judicial o proyecto de ley o no de ley las empresas podrían demandar a los Estados exigiendo la compensación equivalente a la disminución de beneficios potenciales más compensaciones e intereses. El tratado permitiría la libre circulación de capitales, establecería cuotas para la circulación de trabajadores, etc. Una propuesta previa de tratado fue el Acuerdo Multilateral sobre Inversiones.

## Antecedentes
Algún tipo de Área Transatlántica de Libre Comercio había sido propuesto en los años 1990 y posteriormente en 2006 por la canciller alemana Angela Merkel como reacción al colapso de las conversaciones sobre comercio mundial de Doha. Sin embargo, el proteccionismo por ambas partes puede ser una barrera para cualquier acuerdo futuro.
Inicialmente emprendido en 1990, poco después del fin de la Guerra Fría, con el mundo ya no más dividido en dos bloques, la Comunidad Europea (12 países) y EE. UU. firmaron una "Declaración Transatlántica". En ella se llamaba a la continuación de la existencia de la Organización del Tratado del Atlántico Norte, así como a cumbres anuales, reuniones bienales entre ministros de asuntos exteriores, y a encuentros más frecuentes entre figuras políticas y funcionarios de alto rango. Las subsiguientes iniciativas emprendidas por los líderes europeos y por el gobierno de EE. UU. incluyeron: en 1995, la creación de un grupo de presión de gente de los negocios, el Diálogo Transatlántico sobre Negocios (en inglés Transatlantic Business Dialogue, TABD) por parte de autoridades públicas de ambos lados del Atlántico; en 1998, la creación de un comité asesor, el Acuerdo Transatlántico de Negocios; en 2007, la creación del Consejo Económico Transatlántico, en el cual se reúnen representantes de corporaciones que operan en ambos lados del Atlántico para asesorar a la Comisión y al gobierno de EE. UU. - y finalmente, en 2011, la creación de un grupo de expertos de "alto nivel" cuyas conclusiones, emitidas el 11 de febrero de 2013, recomendaban la apertura de negociaciones para un acuerdo de libre comercio de ámbito amplio.
El 12 de febrero de 2013, el Presidente de los EE. UU. Barack Obama apeló en su intervención anual en el Discurso del Estado de la Unión por un acuerdo tal. Al día siguiente, el Presidente de la Comisión Europea José Manuel Barroso anunció conversaciones para la negociación del acuerdo.

## Situación en 2014
Un área de libre comercio entre las dos partes representaría potencialmente el mayor acuerdo de libre comercio de la historia. Véase abajo para el detalle de los flujos comerciales.
| Dirección del flujo de comercio | Bienes | Servicios | Inversiones | Total  |
| ------------------------------- | ------ | --------- | ----------- | ------ |
| De la UE hacia EE. UU.          | 311,0  | 193,6     | 1686,5      | 2191,1 |
| De EE. UU. hacia la UE          | 206,1  | 182,1     | 1651,6      | 2039,8 |

Las inversiones de EE. UU. en la UE eran tres veces mayores que las inversiones de EE. UU. en toda Asia y las inversiones de la UE en EE. UU. eran ocho veces mayores que la suma de las inversiones de la UE en India y China. Se estima que las transferencias dentro de una misma corporación constituía un tercio de todo el comercio transatlántico. EE. UU. y la UE eran los mayores socios comerciales de la mayoría de los demás países del mundo y representaban un tercio de los flujos de comercio mundiales. Dado que las barreras arancelarias eran ya bajas (alrededor del 3 %), para hacer que el pacto fuese un éxito el objetivo era la eliminación de las barreras no arancelarias. Dichas barreras económicas entre la UE y EE. UU. eran relativamente bajas, no solo debido a su largo periodo de pertenencia a la Organización Mundial del Comercio sino también debido a recientes acuerdos como el Acuerdo de Cielos Abiertos UE-EE. UU. y al trabajo del Consejo Transatlántico Europeo.
La Comisión Europea afirmaba que la entrada en vigor de un acuerdo transatlántico de comercio podría incentivar el comercio conjunto entre los respectivos bloques hasta en un 50 %. Sin embargo, las relaciones económicas eran tensas y existían frecuentes disputas comerciales entre las dos economías, muchas de las cuales acaban en la Organización Mundial del Comercio. Los beneficios económicos del TTIP fueron anticipados en un informe conjunto por la Casa Blanca y por la Comisión Europea.

## Mandato
El TTIP está dividido en 15 grupos de trabajo específicos, cada uno atendiendo a diferentes áreas. El ámbito del TTIP es amplio pero de acuerdo con el mandato filtrado los aspectos más relevantes son:
- El primer objetivo es eliminar, tanto como sea posible, todas las "obligaciones aduaneras" entre la UE y EE. UU. Esto ya ha sido prácticamente conseguido, excepto en el sector agrícola donde permanecen siendo elevadas.
- El segundo objetivo es reducir, o incluso eliminar, lo que la jerga especializada denomina barreras no arancelarias. Esto hace referencia a las normas, reglas y regulaciones legales y constitucionales alegables de limitar la amplitud de la competencia económica, definida aquí como una libertad fundamental suprema e inalienable. Estas normas pueden ser de cualquier tipo: éticas, democráticas, legales, sociales, referentes a la salud o de orientación medioambiental, financieras, económicas o técnicas. Un artículo establece que los servicios audiovisuales no están incluidos en el acuerdo.
- El tercer objetivo es proporcionar a las corporaciones privadas derecho de litigio contra las leyes y regulaciones de los diversos estados, en aquellos casos en los que dichas corporaciones sientan que tales leyes y regulaciones representan obstáculos innecesarios para el comercio, el acceso a los mercados públicos y a las actividades de suministro de servicios. Estos litigios no serán ya más establecidos de acuerdo a las jurisdicciones nacionales, sino a través de estructuras privadas de arbitraje denominadas "mecanismos de resolución de conflictos". Los artículos 23 (inversiones), 32 (normativas laborales y medioambientales) y 45 (para todo el acuerdo), requieren la creación de este mecanismo.

Los puntos conflictivos más importantes son las políticas europeas de limitación de las importaciones de alimentos transgénicos, así como la normativa de la UE relativamente más laxa sobre la regulación del sector financiero, en oposición a las leyes domésticas más estrictas de aplicación sobre los bancos estadounidenses.

## Estructura
Se espera que el acuerdo definitivo tenga 24 capítulos, agrupados en 3 partes: Acceso al mercado, Cooperación reglamentaria y Normas.
La estructura completa sería la siguiente:
Parte 1: Acceso al mercado
- Comercio de bienes y derechos de aduana
- Servicios
- Contratación pública
- Normas de origen

Parte 2: Cooperación reglamentaria
- Coherencia reglamentaria
- Obstáculos técnicos al comercio
- Seguridad alimentaria y sanidad animal y vegetal (medidas sanitarias y fitosanitarias)
- Sectores industriales específicos
  - Productos químicos
  - Cosméticos
  - Ingeniería
  - Productos sanitarios
  - Plaguicidas
  - Tecnologías de la información y la comunicación (TIC)
  - Productos farmacéuticos
  - Productos textiles
  - Vehículos

Parte 3: Normas
- Desarrollo sostenible y acción por el clima
- Energía y materias primas
- Aduanas y facilitación del comercio
- Pequeñas y medianas empresas (pymes)
- Protección de las inversiones
- Competencia
- Derechos de propiedad intelectual e indicaciones geográficas
- Solución de diferencias entre administraciones

## Línea temporal y ratificación
Las negociaciones se desarrollan en ciclos semanales alternando entre Bruselas y Estados Unidos.
Rondas negociadoras celebradas
- Primera ronda de negociaciones, tuvo lugar del 7 al 12 de julio de 2013 en Washington D. C.
- Segunda ronda de negociaciones, tuvo lugar del 11 al 15 de noviembre de 2013 en Bruselas
- Tercera ronda de negociaciones, tuvo lugar del 16 al 21 de diciembre de 2013 en Washington D. C.
- Cuarta ronda de negociaciones, tuvo lugar del 10 al 14 de marzo de 2014 en Bruselas
- Quinta ronda de negociaciones, tuvo lugar del 19 al 23 de mayo de 2014 en Arlington, Virginia
- Sexta ronda de negociaciones, tuvo lugar del 13 al 18 de julio de 2014 en Bruselas
- Séptima ronda de negociaciones, tuvo lugar del 29 de septiembre al 3 de octubre de 2014 en Chevy Chase, Maryland
- Octava ronda de negociaciones, tuvo lugar del 2 al 6 de febrero de 2015 en Bruselas
- Novena ronda de negociaciones, tuvo lugar del 20 al 24 de abril de 2015 en Nueva York
- Décima ronda de negociaciones, tuvo lugar del 13 al 17 de julio de 2015 en Bruselas
- Undécima ronda de negociaciones, tuvo lugar del 19 al 23 de octubre de 2015 en Miami
- Duodécima ronda de negociaciones, tuvo lugar del 22 al 26 de febrero de 2016 en Bruselas
- Decimotercera ronda de negociaciones, tuvo lugar del 25 al 29 de abril de 2016 en Nueva York
- Decimocuarta ronda de negociaciones, tuvo lugar del 11 al 15 de julio de 2016 en Bruselas
- Decimoquinta ronda de negociaciones, tuvo lugar del 03 al 7 de octubre de 2016 en Nueva York

Los 28 gobiernos de Europa tendrán que aprobar entonces el acuerdo negociado en el Consejo de Ministros de la UE. En este punto, el Parlamento Europeo será consultado. 
El Parlamento Europeo tiene potestad para aprobarlo o rechazarlo, se ha desatado una controversia sobre si los parlamentos nacionales de cada país europeo deberían también ratificar este acuerdo. 
En Francia, el artículo 53 de la Constitución establece que los tratados comerciales del país pueden ser solo ratificados mediante una ley. 
En Estados Unidos el Congreso tendría que ratificar este texto desarrollado durante la administración del gobierno Demócrata de Obama, que ahora es de mayoría Republicana.
El Reino Unido no formará parte de este acuerdo comercial entre la Unión Europea y Estados Unidos porque recientemente se retiró de la UE mediante una consulta popular, retiro que se produjo el 1 de febrero de 2020, desde aquel momento estuvo en vigor el Acuerdo de Retirada, el cual regulaba una salida ordenada de este país de la Unión Europea.
El gobierno del presidente Donald Trump ha prometido durante la campaña política que su administración no formará parte de este acuerdo con Europa, se retiró del Acuerdo Transpacífico de Cooperación Económica TPP con los países de Asia Pacífico y ha propuesto renegociar el Tratado de Libre Comercio de América del Norte TLCAN NAFTA con México.

## Beneficios propuestos
En caso de llevarse a término el acuerdo con la aprobación de los parlamentos de los países de Europa y el Congreso de EE. UU., el TTIP aspira a liberalizar un tercio del comercio global y a generar millones de nuevos empleos. "Con los aranceles entre EE. UU. y la UE ya en niveles bajos, el Centro para la Investigación en Política Económica de Gran Bretaña estima que el 80% de las potenciales ganancias económicas derivadas del acuerdo del TTIP dependen de la reducción de conflictos de duplicidad entre normas de la UE y de EE. UU. en esos y en otros aspectos regulatorios, abarcando desde la seguridad alimentaria hasta las piezas de automóviles".
Una estrategia exitosa, según Thomas Bollyky del Consejo de Relaciones Exteriores y Anu Bradford de la Escuela de Leyes de Columbia, se centrará en sectores donde los objetivos transatlánticos comerciales y de regulación se superponen: farmacéuticos, productos agrícolas y servicios financieros. Esto asegurará que EE. UU. y la UE continúan siendo "creadores de estándares, en vez de seguidores de ellos", en la economía global, asegurando en consecuencia que los productores mundialmente continúan gravitando alrededor de los estándares conjuntos EE. UU.-UE.
Una prospectiva económica preparada por el Centro de Investigación en Política Económica en marzo de 2013 estima que un acuerdo amplio resultará en un crecimiento anual del PIB de la UE de 68-119 mil millones de euros para 2027, y un crecimiento anual del PIB de EE. UU. de 50-95 mil millones de euros. El mismo estudio estima que un acuerdo limitado, centrado solo en los aranceles, resultará en un crecimiento anual del PIB de 24 mil millones de euros en la UE y un crecimiento anual de 9 mil millones de euros en EE. UU. El crecimiento máximo del PIB estimado se traduciría en 545 euros adicionales de ingresos disponibles anuales para una familia de cuatro miembros en la UE y 655 euros para una familia de cuatro miembros en EE. UU.
El director ejecutivo de Siemens, que tiene el 70% de su fuerza de trabajo en Europa y en EE. UU., ha indicado que el TTIP reforzaría la competitividad global de EE. UU. y de la UE reduciendo barreras comerciales, mejorando la protección de la propiedad intelectual y estableciendo unas "reglas de circulación" internacionales.

## Críticas
En palabras del economista Juan Torres López "la teoría económica, incluso la teoría económica ortodoxa, no ha conseguido demostrar que el libre comercio sea mejor que otro régimen comercial, salvo en condiciones de competencia perfecta que es imposible que se den en la realidad".

### Crecimiento económico
En el artículo del 15 de julio de 2013 de The Guardian, Dean Baker del Centro para la Investigación en Política y Economía en los EE. UU., manifestó que con las barreras comerciales convencionales entre EE. UU. y la UE actualmente bajas, el acuerdo se concentraría más en tratar de eliminar las barreras no convencionales, tales como la liberación de regulaciones a la explotación de hidrocarburos por fractura hidráulica (fracking), los transgénicos y las finanzas, y en el endurecimiento de las leyes sobre los derechos de autor (copyright), llegando a afirmar que con proyecciones menos ambiciosas los beneficios económicos para cada hogar son mediocres. "Si aplicamos la ganancia de ingresos proyectada de un 0,21% a la mediana del ingreso económico personal proyectado en 2027, alcanza un poco más de $50 al año. Eso es un poco menos que 15 céntimos al día, No os lo gastéis todo de golpe".

### Soberanía nacional y Resolución de Conflictos entre Inversores y Estados (RCIE)
La Resolución de Conflictos entre Inversores y Estados (RCIE) es un instrumento que permite a los inversores crear un caso directamente contra el país que alberga sus inversiones, sin la intervención del país de origen del inversor, las empresas privadas podrán demandar a los Estados.
En diciembre de 2013, una coalición de 200 organizaciones medioambientalistas, sindicales y defensoras de los consumidores en ambos lados del Atlántico mandaron una carta a la oficina del Representante de Comercio de los Estados Unidos y a la Comisión Europea solicitando que los mecanismos de resolución de conflictos entre inversores y estados fueran eliminados de las conversaciones comerciales, arguyendo que "la resolución de conflictos inversor-estado es una vía de sentido único por el cual las corporaciones pueden retar políticas gubernamentales, pero ni los gobiernos ni los individuos obtienen ningún derecho comparable a exigir cuentas a las corporaciones".
Por otro lado, las experiencias de otros TLCs apuntan a que estos tribunales se constituyen, de facto, en una herramienta de protección sistemática de los intereses privados a costa del interés público, las empresas privadas podrán demandar a los Estados.

### Respuesta a las críticas
Karel De Gucht respondió a las críticas en un artículo en The Guardian en diciembre de 2013, diciendo que "la comisión ha consultado regularmente a un amplio espectro de organizaciones de la sociedad civil tanto por escrito como en persona, y nuestra reunión más reciente tuvo 350 participantes de sindicatos, ONGs y negocios".

### Bloqueo en el uso de pesticidas más seguros
Este acuerdo ya ha evitado el uso de pesticidas más seguros en la Unión Europea.

## Efectos en terceros países

TAFTA propuesto :
EE. UU. y la UE en azul oscuro y otros posibles miembros en azul claro (NAFTA y EFTA)

Algunas propuestas para una zona de libre comercio transatlántica incluyendo el lado americano a los otros miembros de la Zona Norteamericana de Libre Comercio (o TLCAN o NAFTA: Canadá y México) y del lado europeo a los miembros de la Asociación Europea de Libre Comercio (o EFTA: Islandia, Noruega, Suiza y Liechtenstein). 
México tiene ya un acuerdo de libre comercio con EFTA y con la UE mientras que Canadá tiene uno con EFTA y recientemente ha llegado a un acuerdo de libre comercio por su cuenta con la UE, conocido como CETA. 
Estos acuerdos de los países vecinos con Europa pueden necesitar armonización con el acuerdo EE. UU.-UE y podrían potencialmente formar una zona de libre comercio de mayor amplitud en el futuro.
Observadores canadienses de los medios de comunicación han especulado que el nuevo lanzamiento de conversaciones EE. UU.-UE ponen presión sobre Canadá, para que finalice sus negociaciones del tratado de libre comercio con la UE que duran ya tres años a finales de 2013.
Países que ya tienen acuerdos aduaneros con la UE tales como Turquía, podrían ver como se abre el mercado estadounidense a sus productos si se firma el acuerdo EE. UU.-UE, al que sin un acuerdo comercial separado con los EE. UU. carecen de acceso.